# Gräberfeld von Hjärtnäs

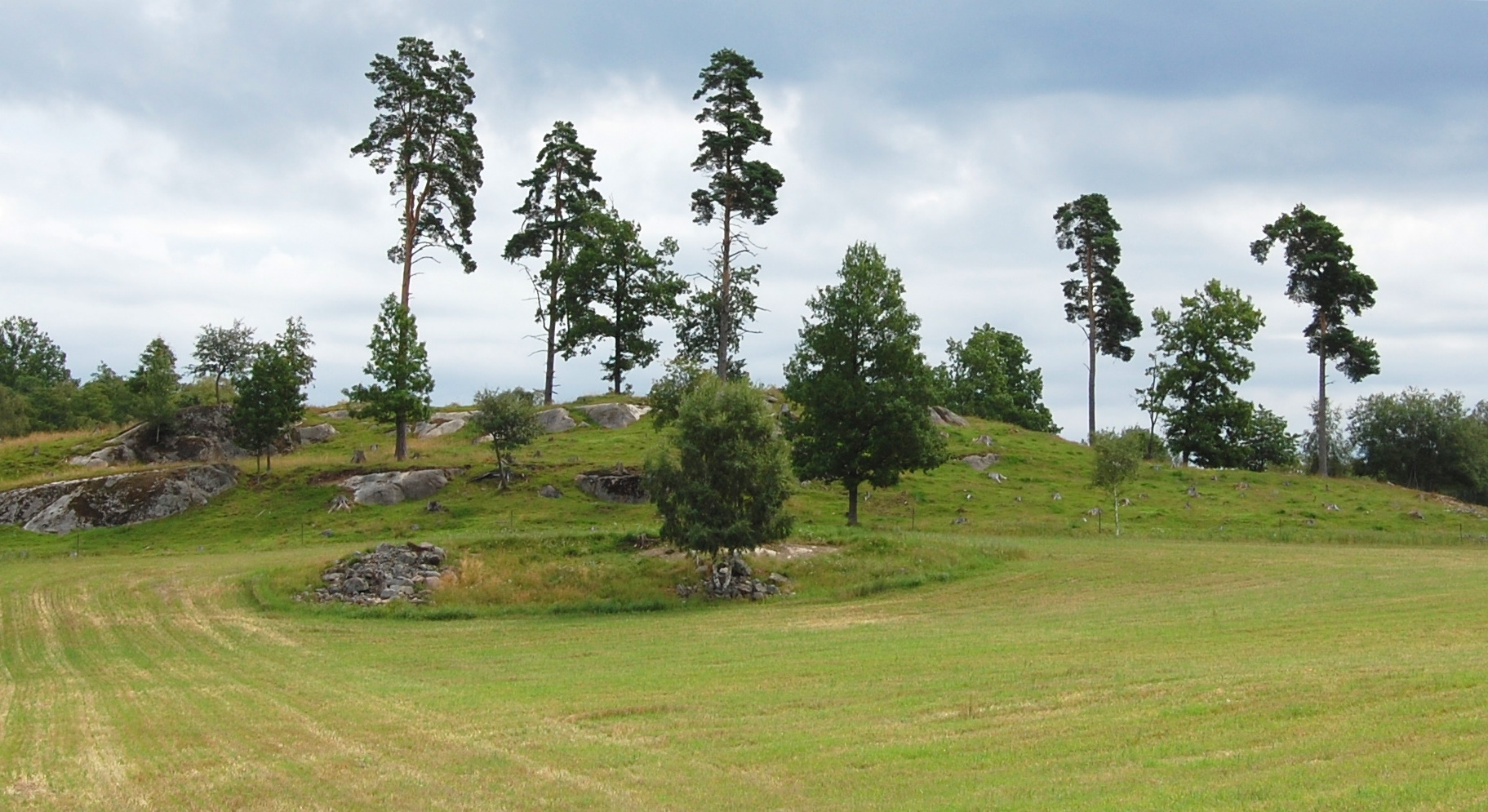
Gräberfeld von Hjärtnäs

Bei Hjärtnäs, östlich der Straße von Stockaryd nach Sävsjö in der schwedischen Gemeinde Sävsjö im Jönköpings län befindet sich ein  prähistorisches Gräberfeld. 
Darin befinden sich etwa 30 ziemlich einheitliche Hügelgräber aus der Eisen-, Vendel- und Wikingerzeit. Die Beisetzungen erfolgten von 500 bis 1050 n. Chr.
In der Nähe liegt das Gräberfeld von Norra Ljunga.